# فرودگاه یاسوئیبا
فرودگاه یاسوئیبا  (به انگلیسی: Yacuiba Airport) یک فرودگاه همگانی با کد یاتا BYC است . این فرودگاه در کشور بولیوی قرار دارد و در ارتفاع ۶۴۵ متری از سطح دریا واقع شده است.